# Liacarus sphaericus
Liacarus sphaericus är en kvalsterart som beskrevs av Djaparidze 1980. Liacarus sphaericus ingår i släktet Liacarus och familjen Liacaridae. Inga underarter finns listade i Catalogue of Life.